# Yukiko Akaba
Yukiko Akaba (赤羽 有紀子, Akaba Yukiko), née le 18 octobre 1979 dans la préfecture de Tochigi, est une athlète japonaise spécialisée dans les courses de fond.

## Sa scolarité
Déjà à l'Université de Josai, elle était aussi véloce sur piste que sur route. Elle se révèle réellement lors de sa seconde année d'étude, quand elle gagne le 5000 m des Championnats Nationaux Intercollèges 1999, son premier titre au niveau national. Au niveau mondial, elle gagne cette même année la médaille d'argent aux Jeux Universitaires Mondiaux à Palma de Majorque lors du semi-marathon. En 2001, elle participe à nouveau aux 21e Universiades de Pékin. Elle y remporte la médaille de bronze aux 5 000 m et finit 8e du 10 000 m.

## Sa carrière d'athlète
Après avoir obtenu son diplôme, Yukiko rejoint l'équipe de Hokuren. À la suite de problèmes de santé, elle pense arrêter sa carrière d'athlète, ne pouvant continuer que par moments. 

### Quand vies privée et professionnelle sont liées
Mais en 2005, son mariage avec Shuhei Ashari relance sa carrière : en effet Shuhei était un de ses coéquipiers à Josai. Il devient donc son entraineur. Et en novembre 2005, elle réalise aux 5 000 m le 4e meilleur temps de l'histoire japonaise, 15 min 11 s 17.
Juste après la naissance de sa fille en août 2006, elle retourne sur la piste. Elle veut en effet participer aux Championnats du monde d'Osaka. Mais elle n'arrive pas à passer le stade des sélections. Elle continue tout de même à s'entrainer. 
En décembre 2007, elle arrive ainsi à réaliser son meilleur temps de l'année sur 10 000 m (31 min 23 s 27), elle obtient par la même occasion la possibilité de participer aux Jeux olympiques de Pékin.

### Sa qualification aux Jeux olympiques
La course des 10 000 mètres est donc un événement attendu en 2008, lors des Championnats Nationaux qui se déroulent à Kawasaki. En effet, une victoire lors de cette course peut entrainer une qualification pour les Jeux olympiques de Pékin. Mais avant cela, Yukiko doit affronter, entre autres, Yoko Shibui, détentrice du record des 10 000 m nationaux et Kayako Fukushi la détentrice du record asiatique au semi-marathon et du record national aux 3000 et 5000 m.
Lors de cette course, Yukiko finit deuxième, rattrapée dans les 100 derniers mètres par Shibui(qui est donc qualifiée), mais elle améliore tout de même son record personnel (31 min 15 s 34). 
Aux 5000 m, Akaba finit deuxième derrière Yuriko Kobayashi (détentrice du record national des 1 500 m), mais devant Shibui et Fukushi.
À la suite de ces résultats, le Comité des Jeux olympiques japonais sélectionne Yukiko pour représenter son pays aux 5 000 et 10 000 m à Pékin. Malheureusement malade, elle participera, mais elle ne battra pas ses deux concurrentes japonaises présentes aux sélections lors des 10 000 m et ne se qualifiera pas aux 5000 m.

### Marathonienne
Après sa participation aux Jeux olympiques, Yukiko a décidé de s'orienter vers le marathon. Elle a en effet suivi un entrainement de marathonienne pendant les deux ans qui ont suivi la naissance de sa fille.. Sa participation au Marathon d'Osaka en janvier 2009 est un succès puisqu'elle se classe deuxième.

## Vie privée
Même si le nombre d'athlètes féminines japonaises mariées est en augmentation, Yukiko est une athlète remarquable par le fait qu'elle est l'une des seules athlètes de son pays (concourant au niveau mondial) à avoir continué la compétition après la naissance de sa fille.

## Palmarès
- 21e Universiades de 2001 à Pékin ( Chine) :
  - 8e sur 5 000 m
  - Médaille de bronze sur 10 000 m
- Championnat du monde de semi-marathon 2008 à Rio de Janeiro ( Brésil) :
  - 10e au semi-marathon
- Jeux olympiques 2008 à Pékin ( Chine) :
  - 12e aux sélections du 5000 m avec un temps de 15 min 38 s 30
  - 20e aux sélections du 10000 m avec un temps de 32 min 37 s
- Marathon féminin d'Osaka 2009
  -  2e avec un temps de 2 h 25 min 40 s[6]
- Marathon de Londres 2010
  - 6e avec un temps de 2 h 24 min 55 s
- Marathon féminin d'Osaka 2011
  -  1re avec un temps de 2 h 26 min 29 s
- Marathon de Londres 2011
  - 6e avec un temps de 2 h 24 min 09 s
- Marathon de Londres 2013
  - 3e avec un temps de 2 h 24 min 43 s

## Records
- 5 000 m : 15 min 11 s 17 à Yokohama en 2005[7]
- 10 000 m : 31 min 15 s 34 à Kawasaki en 2008[8]
- Semi-marathon : 1 h 08 min 11 s à Yamaguchi en 2008[9]
- Marathon : 2 h 25 min 40 s à Osaka en 2009[6]